# Kühndorf (Turyngia)
Kühndorf – miejscowość i gmina w Niemczech, w kraju związkowym Turyngia, w powiecie Schmalkalden-Meiningen, wchodzi w skład wspólnoty administracyjnej Dolmar-Salzbrücke. Do 31 grudnia 2011 gmina należała do wspólnoty administracyjnej Dolmar.